# Distretto di Mahmudiye
Il distretto di Mahmudiye (in turco Mahmudiye ilçesi) è uno dei distretti della provincia di Eskişehir, in Turchia.